# New Democratic Party of Manitoba
Die New Democratic Party of Manitoba (NDP; frz. Nouveau Parti démocratique du Manitoba) ist eine sozialdemokratische politische Partei in der kanadischen Provinz Manitoba. Im Gegensatz zu den meisten anderen kanadischen Parteien ist sie ein integraler Bestandteil der Mutterpartei auf Bundesebene, der Neuen Demokratischen Partei. Dies bedeutet, dass Mitglieder der Provinzpartei automatisch auch der Bundespartei angehören, was im politischen System Kanadas üblicherweise nicht der Fall ist. Seit der Wahl am 3. Oktober 2023 stellt die NDP 34 von 57 Abgeordneten in der Legislativversammlung von Manitoba. Seit 2023 bildet die Partei die Regierung, wobei der Parteivorsitzende Wab Kinew als Premierminister von Manitoba fungiert.

## Geschichte
Gegründet wurde die Partei 1932 als Sektion der Co-operative Commonwealth Federation (CCF).
1961 wurde die Partei aufgrund einer Vereinbarung zwischen der CCF und dem Canadian Labour Congress in die Neue Demokratische Partei umgewandelt.
Der erste Vorsitzende der Partei, Russell Paulley, führte die Partei bei den Provinzwahlen 1962 und 1966. 1962 gewann die Partei mit fünfzehn Prozent der Stimmen sieben Sitze in der Legislativversammlung. 1966 gewannen sie elf Sitze und 130.000 Stimmen. Seit dieser Wahl hat die Partei nie weniger als 100.000 Stimmen erhalten.
Nach den Provinzwahl von 1966 begannen Parteimitglieder, Paulleys Führung herauszufordern. 1968 wurde er von Sidney Green, einem Arbeitsrechtsanwalt aus Winnipeg, um den Parteivorsitz herausgefordert. Paulley gewann die Herausforderung mit 213 zu 168 Stimmen, trat jedoch im folgenden Jahr zurück, um Ed Schreyer die Kandidatur für den Parteivorsitz zu ermöglichen. Beim Parteitag 1969 besiegte Schreyer Green mit 506 zu 177 Stimmen.

### Provinzwahl 1969
Schreyer führte die Partei 1969 in die Provinzwahl. Die Wahl wäre eine große Chance für die Partei. Der Premierminister und Progressive Conservative Party of Manitoba vorsitzende Walter Weir war stark konservativ und hatte viel Unterstützung bei städtischen und gemäßigten Wählern verloren. Unterdessen war der Vorsitzende der Manitoba Liberal Party, Robert Bend, ein ländlicher Populist, der aus dem Ruhestand zurückgekehrt war, um die Partei zu führen. Aufgrund dieser Faktoren konnte die NDP viele Wahlkreise in Winnipeg gewinnen. Auch in ländlichen Wahlkreisen übertraf die Partei die Erwartungen. Schreyer war ein Katholik österreichischer Herkunft; Er war der erste katholische sozialdemokratische Führer in Manitoba. Schreyer war daher ein attraktiver Kandidat für Manitobas große ländliche deutsche und französische Gemeinden. Schließlich konnte die Partei viele Stimmen von Cree Indianer gewinnen und so mehrere Wahlkreise im Norden gewinnen.
Die Partei gewann 28 von 57 Sitzen, ein Sitz weniger als die Mehrheit. Schreyer konnte den Abgeordneten Laurent Desjardins davon überzeugen, die Manitoba Liberal Party zu verlassen und die NDP in der Legislativversammlung zu unterstützen, obwohl er der Partei nicht beitrat.
Dies war die erste sozialdemokratische Regierung in der Geschichte Manitobas. Die NDP-Regierung führte umfangreiche Steuerreformen durch, investierte in Wasserkraftprojekte und erhöhte die Ausgaben für den Sozialer Wohnungsbau deutlich.
Bei der Provinzwahl 1973 wurden Schreyer und die NDP wiedergewählt und gewannen 31 von 57 Sitzen in der Legislativversammlung und damit die Mehrheit. Bei der Provinzwahl 1977 belegte die Partei den zweiten Platz hinter der Progressive Conservative Party of Manitoba geführt von Sterling Lyon.
1979 trat Schreyer nach seiner Ernennung zum Generalgouverneur von Kanada als Parteivorsitzender der New Democratic Party of Manitoba zurück.
Beim Parteitag 1979 wurde Howard Pawley zum Parteivorsitzenden gewählt und setzte sich gegen die Bürgerrechtlerin Muriel Smith und den ehemaligen Regierungsminister Russell Doern durch.
1981 verließen mehrere Parteimitglieder die Partei, um die Progressive Party of Manitoba zu gründen. Diese Überläufer wurden vom ehemaligen Vorsitzendenkandidaten Sidney Green angeführt und umfassten zwei Abgeordnete der Legislativversammlung, Ben Hanuschak und Bud Boyce. Die Überläufer beklagten, dass Gewerkschaften und die feministische Bewegung zu viel Macht innerhalb der Partei hätten.
Trotz dieser Überläufer führte Pawley die Neuen Demokraten 1981 zum Sieg bei der Provinzwahl. Die NDP gewann 47,38 % der Stimmen und 34 von 57 Sitzen in der Legislativversammlung. Die Progressive Party of Manitoba erhielt weniger als zwei Prozent der Stimmen.
Die Regierung von Pawley stärkte die Arbeitnehmerrechte und erweiterte die Verfügbarkeit staatlicher Dienstleistungen auf Französisch. Die Regierung hat außerdem Menschenrechtsgesetze erlassen, die Diskriminierung aufgrund der sexuellen Orientierung verbieten.
1986 wurden Pawley und die NDP-Regierung wiedergewählt; allerdings nur mit einer Mehrheit von einem Sitz in der Legislativversammlung. Steigende Autoversicherungspreise und Pawleys Unterstützung des Meech Lake Accord schadeten der Popularität der Partei.
Pawleys Regierung fand 1988 ein unerwartetes Ende, als der NDP-Abgeordnete Jim Walding in einer Vertrauensfrage gegen seine Partei stimmte. Da die NDP in der Legislativversammlung nur über eine Mehrheit von einem Sitz verfügte, erzwang dies eine Neuwahl.
Nach dem Scheitern der Vertrauensfrage trat Pawley als Parteivorsitzender zurück. Beim Parteitag 1988 besiegte Gary Doer Len Harapiak knapp und wurde Parteivorsitzender.
Bei der Provinzwahl 1988 gewann die NDP nur zwölf Sitze und belegte damit den dritten Platz. So schlechte Leistungen hatte die Partei seit 1966 nicht mehr gehabt. Bei den Wahlen 1990 erholte sich die Partei teilweise, gewann 141.328 Stimmen (28,80 %) und belegte den zweiten Platz. Die NDP verbesserte sich bei den Wahlen 1995 mit 165.489 (32,81 %) Stimmen und 20 Sitzen.
Zwischen 1995 und 1999 wurde die konservative Regierung von Gary Filmon zunehmend unbeliebt. Die hohe Arbeitslosigkeit und die Privatisierung der staatlichen Telefongesellschaft MTS verärgerten die Wähler. Filmon versprach außerdem, im Falle seiner Wiederwahl weiter nach rechts zu rücken. Bei der Provinzwahl 1999 gewann die NDP 219.679 Stimmen (44,51 %) und 32 Sitze in der Legislativversammlung und bildete eine Mehrheitsregierung. Parteivorsitzender Gary Doer wurde Premierminister von Manitoba.

### Doer Regierung (1999–2009)
Im Jahr 2000 senkte die Doer-Regierung mit ihrem ersten Haushalt die Steuern für die Armen und erzielte gleichzeitig einen Haushaltsüberschuss von 10 Millionen Kanadischer-Dollar. Der Haushalt 2003 senkte die Steuern um weitere 82,7 Millionen Dollar und erhöhte gleichzeitig die Ausgaben für Gesundheit und Bildung.
Bei der Provinzwahl 2003 wurde die NDP mit knapp fünfzig Prozent der Stimmen wiedergewählt und gewann 35 Sitze. Doer wurde im Wahlkreis Concordia mit 76 Prozent der Stimmen wiedergewählt.
Im Jahr 2004 erreichte Manitoba die niedrigste Arbeitslosenquote aller kanadischen Provinzen. Trotz wirtschaftlicher Herausforderungen wies der Staatshaushalt 2004 weiterhin einen Überschuss auf. Dies wurde durch erhöhte Steuern auf Alkohol und Tabak erreicht. Der Haushalt 2005 senkte die Einkommens- und Grundsteuern und schuf einen Notfallfonds in Höhe von 314 Millionen Dollar. Im Jahr 2007 wurde im Staatshaushalt ein neues Kindergeld für Familien mit geringem Einkommen eingeführt.
Bei den Provinzwahlen 2007 wurden Doer und die NDP zum dritten Mal in Folge wiedergewählt. Die Partei gewann einen weiteren Sitz hinzu, insgesamt also 36 von 57. Als die Weltfinanzkrise 2007–2008 Manitoba erreichte, versprach Doer schnell, Konjunkturprogramm umzusetzen.
Im Jahr 2009 trat Doer als Premierminister von Manitoba und als Vorsitzender der New Democratic Party of Manitoba in den Ruhestand. Kurz darauf ernannte der kanadische Premierminister Stephen Harper Doer zum kanadischen Botschafter in den Vereinigten Staaten.

### Selinger Regierung (2009–2016)
Nach Doers Rücktritt wurde Greg Selinger beim Parteitag 2009 zum Parteivorsitzenden gewählt. Selinger war zuvor Finanzminister in Doers Regierung. Er erhielt 65,75 % der Stimmen und besiegte den Abgeordneten der Legislativversammlung von Manitoba Steve Ashton.
Bei der Provinzwahl im Oktober 2011 führte Selinger die NDP zu ihrer vierten Mehrheitsregierung in Folge und gewann einen Rekord von 37 von 57 Sitzen in der Legislativversammlung.
Im April 2013 beschloss Selinger, die Umsatzsteuer der Provinz von 7 % auf 8 % zu erhöhen. Diese Entscheidung war sowohl innerhalb der Partei als auch in der Öffentlichkeit unpopulär. Aufgrund der dadurch verursachten Machtkämpfe innerhalb der NDP forderte Selinger eine Vorsitzendenwahl beim Parteitag 2015. Bei der Vorsitzendenwahl wurde er von Wirtschaftsentwicklungsministerin Theresa Oswald und Infrastrukturminister Steve Ashton herausgefordert. Selinger überstand die Herausforderung knapp und gewann mit nur 33 Stimmen Vorsprung vor Oswald.
Bei der Provinzwahl 2016 gewann die Partei nur 14 Sitze und belegte damit den zweiten Platz. Brian Pallister von der Progressive Conservative Party of Manitoba wurde Premierminister von Manitoba. Kurz nach der Wahl trat Selinger als Parteivorsitzender zurück.

### Wab Kinew Jahre
Beim Parteitag 2017 wurde Wab Kinew zum Parteivorsitzenden gewählt und besiegte Steve Ashton. Vor seiner Wahl zum Parteivorsitzenden war Kinew bei der Provinzwahl 2016 zum Abgeordneten der Legislativversammlung von Manitoba für den Wahlkreis Fort Rouge gewählt worden. Kinew war der erste indigene Person, der irgendwo in Kanada eine politische Partei leitete.
Kinew führte die NDP in die Provinzwahl 2019. Die Partei verbesserte sich gegenüber ihrem Ergebnis von 2016 und erhielt 31,55 % der Stimmen sowie 18 Sitze und belegte damit den zweiten Platz.
Bei der Provinzwahl 2023 gewann die NDP 221.695 Stimmen (45,63 %) und 34 Sitze in der Legislativversammlung. Der Parteivorsitzende Kinew wurde Premierminister von Manitoba. Kinew wurde der erste Provinzpremier, der indigener Abstammung war.

## Parteivorsitzende
- Wab Kinew (seit 2017)
- Greg Selinger (2009–2016)
- Gary Doer (1988–2009)
- Howard Pawley (1979–1988)
- Edward Schreyer (1969–1979)
- Russell Paulley (1961–1969)

## Wahlergebnisse
| Wahl | Sitze total | Kandi- daten | Gew. Sitze | Stimmen | Anteil  |
| ---- | ----------- | ------------ | ---------- | ------- | ------- |
| 2023 | 57          | 57           | 34         | 221.695 | 45,63 % |
| 2019 | 57          | 57           | 18         | 150.016 | 31,55 % |
| 2016 | 57          | 57           | 14         | 112.748 | 25,78 % |
| 2011 | 57          | 57           | 37         | 199.066 | 46,16 % |
| 2007 | 57          | 57           | 36         | 200.834 | 48,00 % |
| 2003 | 57          | 57           | 35         | 195,425 | 49,47 % |
| 1999 | 57          | 57           | 32         | 219.679 | 44,51 % |
| 1995 | 57          | 57           | 23         | 165.489 | 32,81 % |
| 1990 | 57          | 57           | 20         | 141.328 | 28,80 % |
| 1988 | 57          | 57           | 12         | 126.954 | 23,62 % |
| 1986 | 57          | 57           | 30         | 198.261 | 41,50 % |
| 1981 | 57          | 57           | 34         | 228.784 | 47,38 % |
| 1977 | 57          | 57           | 23         | 188.124 | 38,62 % |
| 1973 | 57          | 57           | 31         | 197.585 | 42,31 % |
| 1969 | 57          | 57           | 28         | 128.080 | 38,27 % |
| 1966 | 57          | 53           | 11         | 75.333  | 23,14 % |
| 1962 | 57          | 40           | 7          | 47.304  | 15,80 % |